# نجات سیلورمن
نجات سیلورمن (به انگلیسی: Saving Silverman) یک فیلم کمدی آمریکایی محصول سال ۲۰۰۱ به کارگردانی دنیس داگن است.

## بازیگران
- جیسن بیگز در نقش دارن سیلورمن
- استیو زان در نقش واین لفسیر
- جک بلک در نقش جی. دی مکناگنت
- آماندا پیت در نقش جودیت فسبگلر
- آماندا دتمر در نقش سندی پرکوس
- آر لی امی در نقش مربی نورتون
- نیل دایمند در نقش خودش (حضور افتخاری)
- کایل گاس در نقش مرد توی بار
- کارلی مک‌کیلیپ در نقش دختر زیبا